# Jean Tulard
Jean Tulard (22 de diciembre de 1933, París) es un profesor universitario e historiador francés. Es uno de los mayores especialistas franceses sobre Napoléon Bonaparte y sobre la época napoleónica.

## Biografía

### Estudios
- Liceo Louis-le-Grand y Facultad de las Letras de París.
- Catedrático de Historia.
- Doctor de Letras.

### Carrera
- Director de estudios en la Escuela práctica de Altos estudios desde 1965. Entra como profesor en 1981 de la universidad de la Sorbona y del Instituto de estudios políticos de París.
- Presidente de la Sociedad de la Historia de París y de "Ile-de-France" (1973-1977). También fue presidente (entre 1974-1999) y después presidente de honor (desde 1999) del Instituto Napoléon. Y miembro del Consejo de administración de la Cinemateca Françesa.
- Es miembro de la Academia de las Ciencias Morales y Políticas desde el 16 de mayo de 1994, elegido en la sección de Historia y Geografía, en la butaca de Roland Mousnier. Ha presidido la academia en 2005.

Ha participado en más de veinte obras como autor único, colaborador o como director de publicación.

## Distinciones
- Premio Gobert de la Academia Francesa en 1971.
- Galardonado por la Academia de Inscripciones y Bellas Letras, premio Berger en 1973.
- Galardonado por la Academia de Ciencias Morales y Políticas, premio Mauguin en 1973.
- Gran premio nacional de Historia en 1977.
- Premio Mémorial 1981 por el conjunto de su obra.
- Galardonado por la Academia de Bellas Artes del Instituto de Francia, premio Marmottan en 1992.

### Condecoraciones
- Caballero de la Legión de Honor de Francia.
- Oficial de la Orden Nacional Francesa del Mérito.
- Comendador de las Artes y las Letras de Francia.
- Caballero de lass "Palmes académiques"

### Obras
- 1962 : Histoire de la Crète
- 1964 : l'Anti-Napoléon, la légende noire de l'Empereur
- 1964 : la Préfecture de Police sous la monarchie de juillet
- 1965 : l'Amérique espagnole en 1800
- 1968 : Première édition critique des Œuvres littéraires et écrits militaires de Napoléon, 3 volúmenes
- 1970 : Nouvelle histoire de Paris : le Consulat et l'Empire
- 1971 : Bibliographie critique des Mémoires sur le Consulat et l'Empire
- 1971 : le Mythe de Napoléon
- 1973 : Atlas administratif de l'Empire français
- 1973 : Lettres inédites de Cambacérès à Napoléon (édition critique)
- 1976 : Paris et son administration (1800-1830)
- 1978 : la Vie quotidienne des Français sous Napoléon
- 1978 : Napoléon ou le mythe du sauveur
- 1979 : Napoléon et la noblesse d'Empire
- 1981 : Napoléon à Sainte-Hélène
- 1982 : Dictionnaire du cinéma. Tome I : Les Réalisateurs (reedición en 1996-1997)
- 1982 : Le Grand Empire
- 1983 : Murat
- 1985 : Dictionnaire du cinéma. Tome II : Acteurs, producteurs, scénaristes, techniciens (reedición en 1996-1997)
- 1985 : les Révolutions
- 1985 : Joseph Fiévée, conseiller secret de Napoléon
- Tulard, Jean; Fayard, Jean-François; Fierro, Alfred (1987). Histoire et dictionnaire de la Révolution française : 1789-1799. Bouquins (en francés). Paris: Robert Laffont. ISBN 2-221-04588-2.
- 1988 : Dictionnaire Napoléon (bajo la dirección de J. T.).
- 1989 : Nouvelle histoire de Paris : la Révolution
- 1990 : la Contre-Révolution (bajo la dirección de J. T.).
- 1990 : Guide des films (bajo la dirección de J. T.).
- 1990 : Almanach de Paris (bajo la dirección de J. T.)
- 1990 : les Écoles historiques (en colaboración)
- 1991 : le Directoire et le Consulat
- 1991 : le Métier d'historien (en colaboración)
- 1992 : Napoléon II
- 1993 : le Sacre de Napoléon
- 1993 : Napoléon : jeudi 12 octobre 1809, le jour où Napoléon faillit être assassiné
- 1993 : Itinéraire de Napoléon au jour le jour (en colaboración)
- 1994 : la Petite Histoire de France (en colaboración)
- 1994 : le Marché de l'histoire (en colaboración)
- 1995 : la France de la Révolution et de l'Empire
- 1995 : Dictionnaire du Second Empire (bajo la dirección de J. T.)
- Fierro, Alfred; Palluel-Guillard, André; Tulard, Jean (1995). Histoire et dictionnaire du Consulat et de l'Empire. Bouquins (en francés). Paris: Robert Laffont. ISBN 978-2-221-11421-6.
- 1995 : la Morale de l'histoire (en colaboración)
- 1996 : Mémoires de Talleyrand (presentación y notas)
- 1996 : le Temps des passions : espérances, tragédies et mythes sous la Révolution et l'Empire (en colaboración)
- 1997 : Napoléon : le pouvoir, la nation, la légende
- 1997 : Jeanne d'Arc, Napoléon, le paradoxe du biographe (en colaboración)
- Tulard, Jean (1998). Joseph Fouché (en francés). Paris: Fayard. ISBN 978-2-213-59991-5.
- 1999 : le 18-Brumaire. Comment terminer une révolution
- Bluche, Frédéric; Rials, Stéphane; Tulard, Jean (2003). La Révolution française. Que sais-je? (en francés) (6e édition). Paris: PUF. ISBN 978-2-13-053393-1.
- 2006 : Napoléon - Les grands moments d'un destin

Lista no exhaustiva.
- 2005 : Encyclopédie du roman policier (Fayard)
- 2007 : Napoléon, Les Grands Moments du Destin" (Fayard)

### Traducciones en español
- Tulard, Jean; Fayard, Jean-François; Fierro, Alfred (1989). Historia y diccionario de la revolución francesa. Madrid: Cátedra. ISBN 9788437608464.

## Actividades cinematográficas
Jean Tulard ha participado también, con el puesto de « consejero histórico », en el telefilm Valmy, realizado por Jean Chérasse y Abel Gance y difundido por primera vez en 1967. Este telefilm, de una duración total de 208 minutos, fue dividido en tres partes : 1. "Chute de la royauté", 2. "Chronique de l'été 1792", 3. "Bataille et naissance de la république".
En 1989, también como « consejero histórico » participa en  La Révolution française , film realizado por Robert Enrico y Richard T. Heffron, y que es una coproducción que reúne capital francés, italiano, alemán, canadiense y británico. La película, según la versión, dura de 180 a 360 minutos.

## Cita
« El historiador está al servicio de la verdad y no de la moral ».